# Улица Горького (Братислава)
Улица Горького (словац. Gorkého ulica) — улица в Братиславе, в городской части Старе-Место района Братислава I.
Проходит от площади Евгена Сухоня до улицы Штура параллельно улицам Есенского и Лауринской.

## Описание
В период Австро-Венгрии улица Дьюла Андраши (нем. Andrássy-Gyula-Gasse, венг. Andrássy Gyula-utca) - в честь венгерского дворянина и политика Дьюлы Андраши (1823—1890). В 1920 году название было изменено на славянский лад на Ондрейская улица (словац. Ondrejská ulica). В 1932—1945 годах называлась улица Гёте (словац. Goetheho ulica), - в честь немецкого писателя, поэта и политика Иоганна Вольфганга фон Гёте (1749—1832).
После второй мировой войны по политическим причинам была переименована в честь русского писателя Максима Горького (1868—1936).
В межвоенный период в Братиславе была другая улица Максима Горького (словац. Ulica Maxima Gorkého), которая находилась в районе Тегельного поля, включавшая в себя южную часть сегодняшней Гальковой улицы и восточную часть нынешней Рязанской улицы.
По адресу улица Горького № 2 расположено историческое здание Словацкого национального театра, построенное в 1884—1886 годах бюро Фельнер & Хельмер. На месте, где сегодня находится здание театра, в 1776 году был построен городской театр, возведённый на средства графа Юрая Цаки. Здание в стиле эклектики является одним из многих театральных проектов архитекторов Фердинанда Феллнера и Германна Хелмера, которые спроектировали театры в Софии, Будапеште, Брно, Карловых Варах, Цюрихе, Берлине и многих других европейских городах. Первой постановкой, которая была показана 1 марта 1920 года, стала опера «Поцелуй» Бедржиха Сметаны.
По адресу улица Горького № 5 находится Дворец Мотешицких — национальный культурный памятник Словакии, расположенный в глубине пешеходной зоны по улицам Горького и Лауринска, построенный в 1840-е годы семьей баронов Мотешицких. В нём было расположено казино и клуб верховой езды, где встречались представители высшей знати. В 2010 году после полной реконструкции дворец возвратили к жизни.
По адресу улица Горького № 7 в 1926 году было построено здание бывшего Земского банка. На его фасаде есть аллегорический скульптурный декор чешского скульптора Ладислава Шалуна (1870—1946). Фигуры мужчины и женщины символизируют промышленность и сельское хозяйство, одновременно являясь олицетворением Чешской Республики и Словакии, и соответственно имеют название Чехия и Словакия. На здании была также статуя Томаша Гаррига Масарика, в 1948 году её сняли для переплавки, но затем её перевезли в Муниципальный музей. После Бархатной революции статуя была выставлена в течение нескольких месяцев в Старой ратуше.
По адресу улица Горького № 9 в период ЧССР располагался универмаг TUZEX (словацкий вариант магазинов иностранной торговли, аналог советской «Берёзки»). В соответствии с Указом 1970 года основным объектом бизнеса Tuzex являлась розничная продажа товаров любого вида за иностранную валюту. Продаваемые им товары были импортированы Tuzex либо через организации внешней торговли, либо напрямую. В настоящее время в здании располагается Словацкая торгово-промышленная палата.
По адресу улица Горького № 15 располагается штаб-квартира партии Альянс за семью.
После возникновения Чехословакии, на улице была снесена часть сохранившейся городской стены.

## Галерея

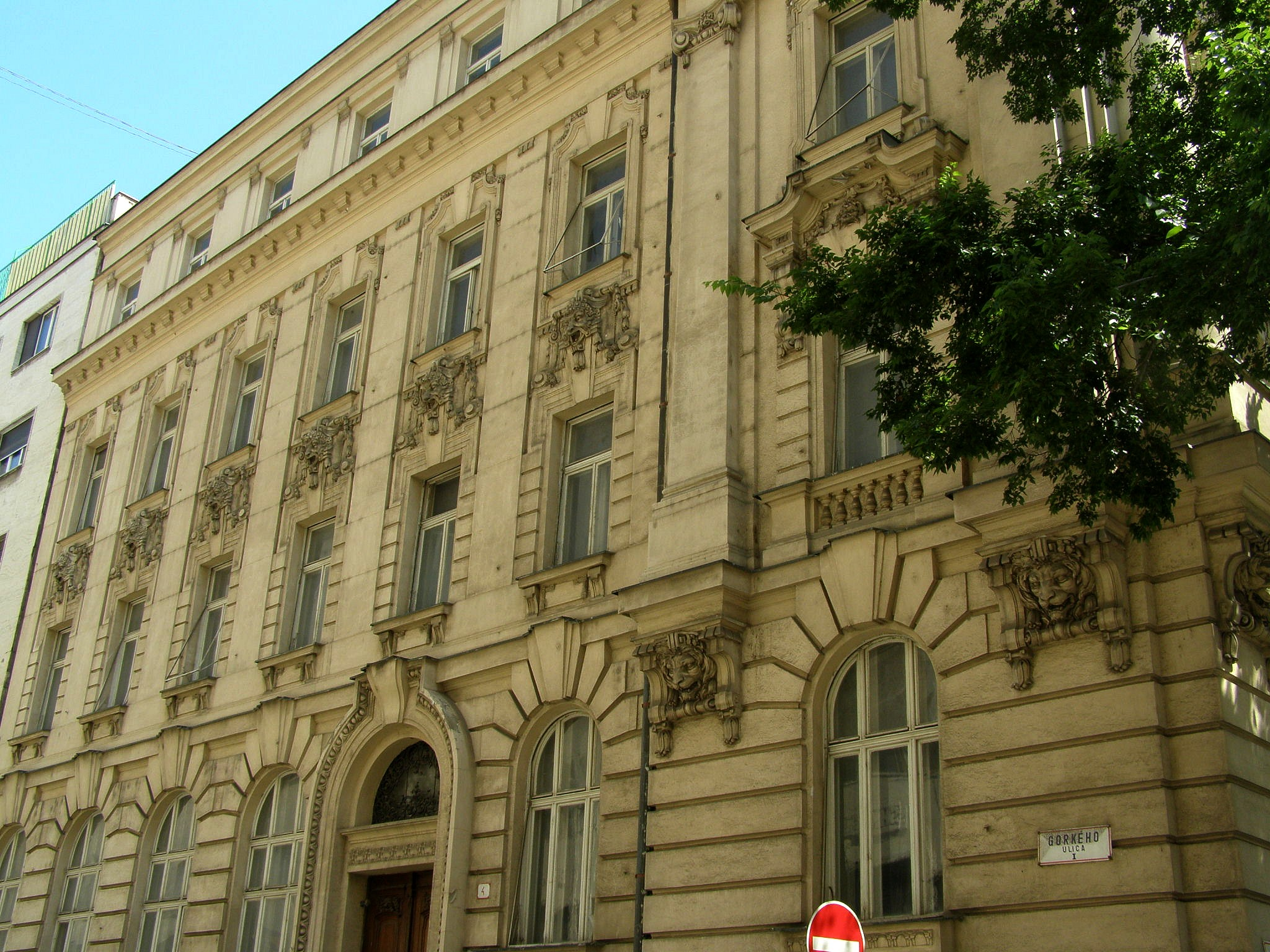
Горького № 4
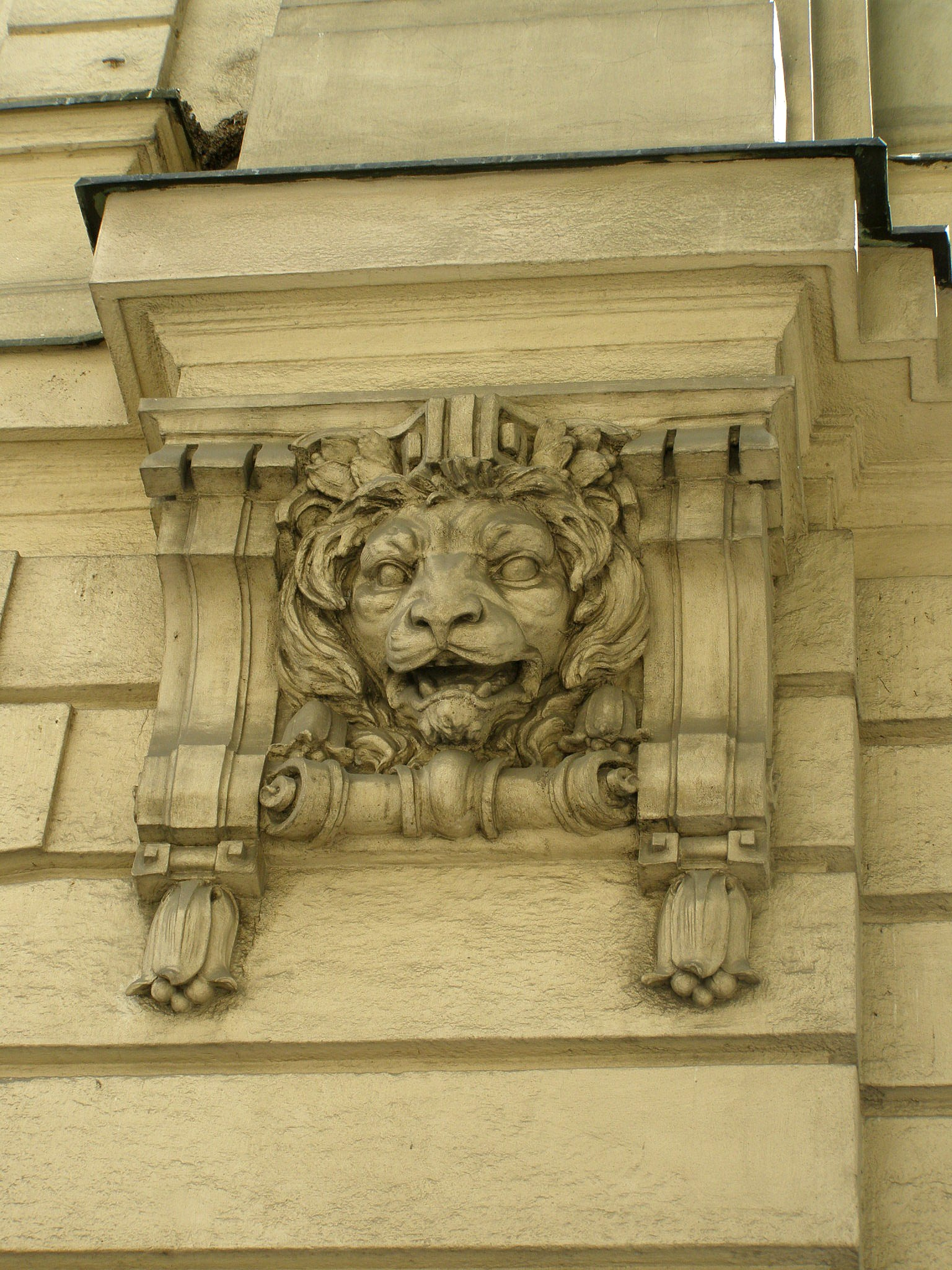
Горького № 4, деталь фасада
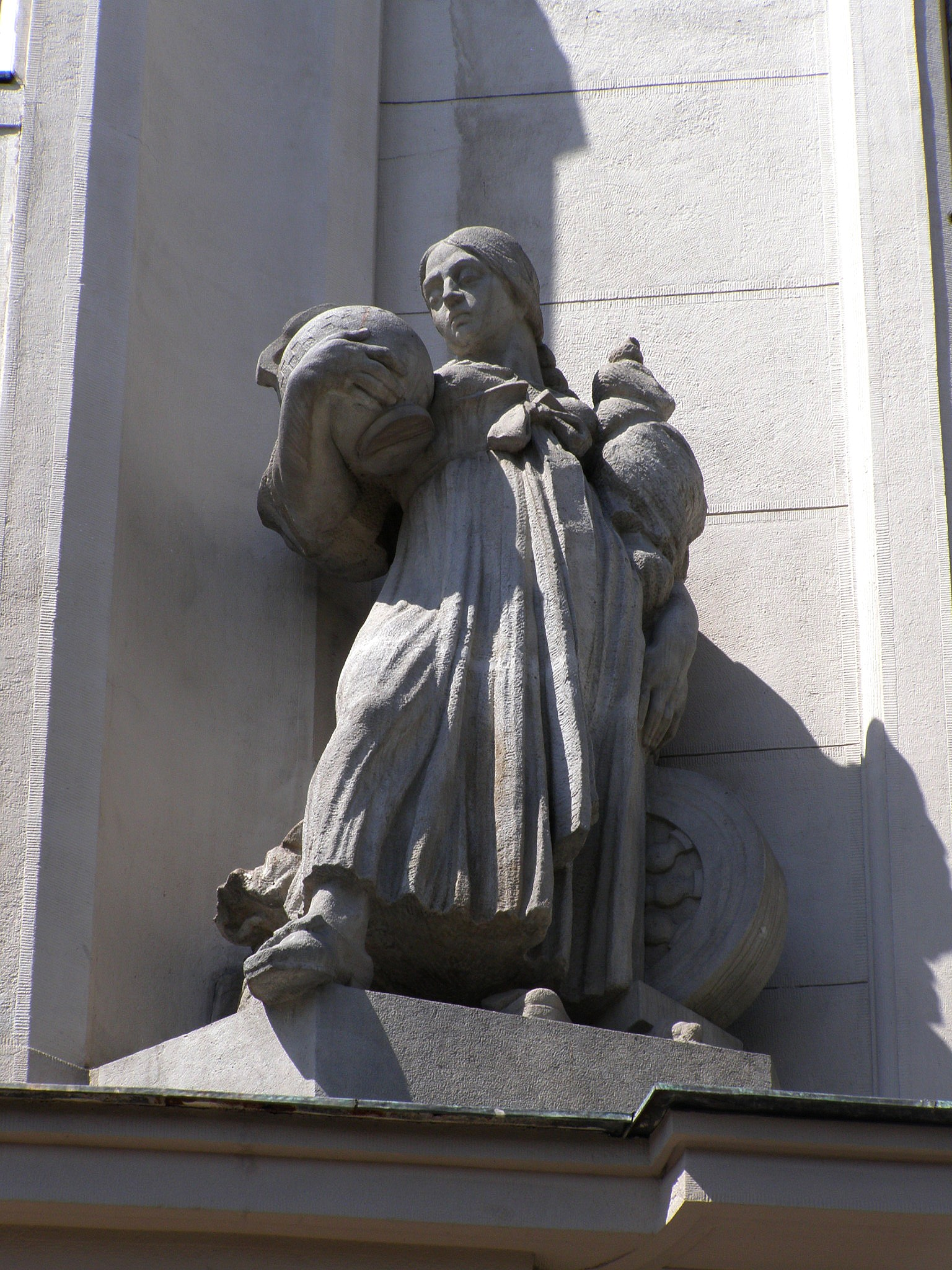
Горького № 7, скульптура Словакия
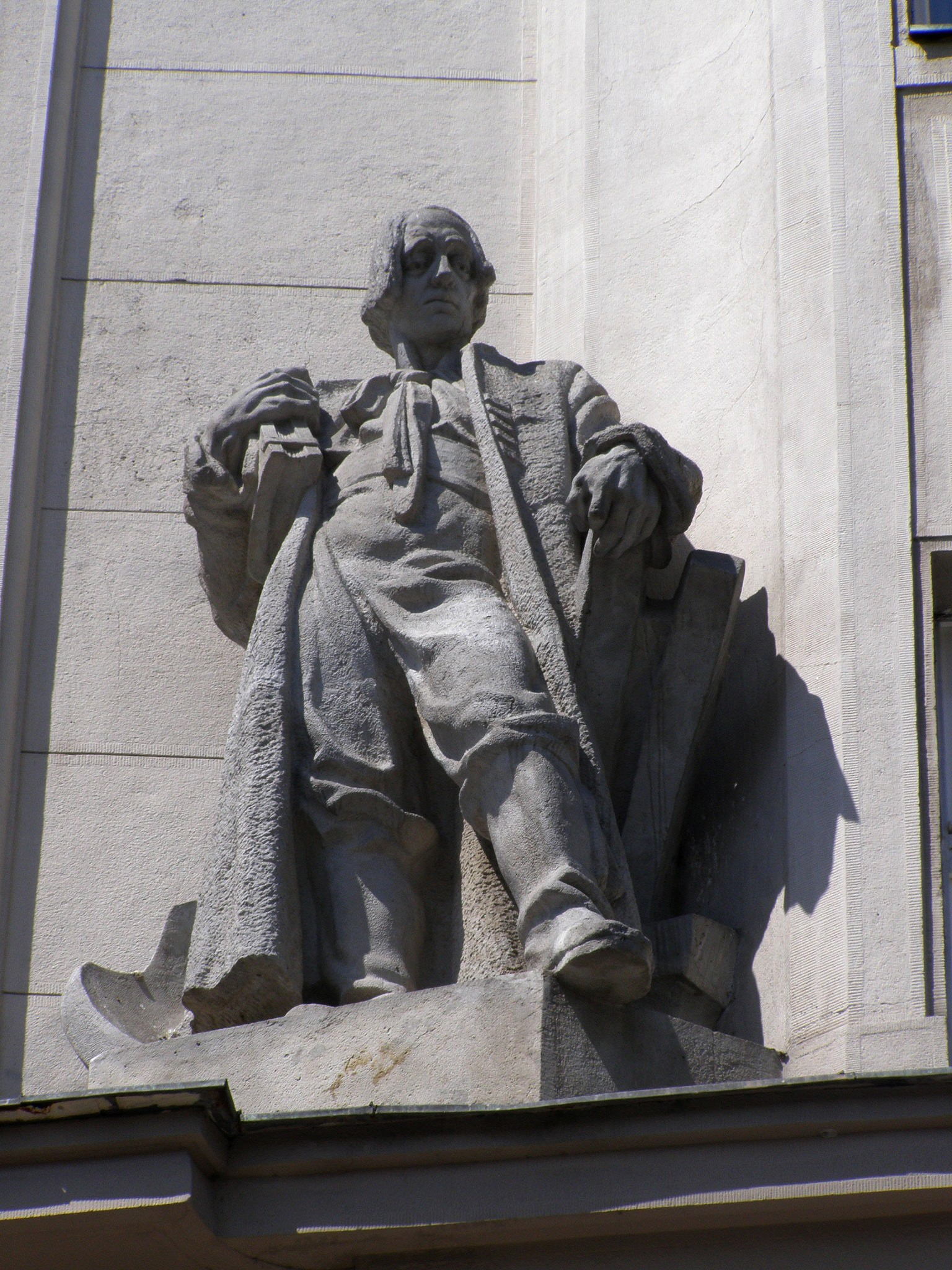
Горького № 7, скульптура Чехия
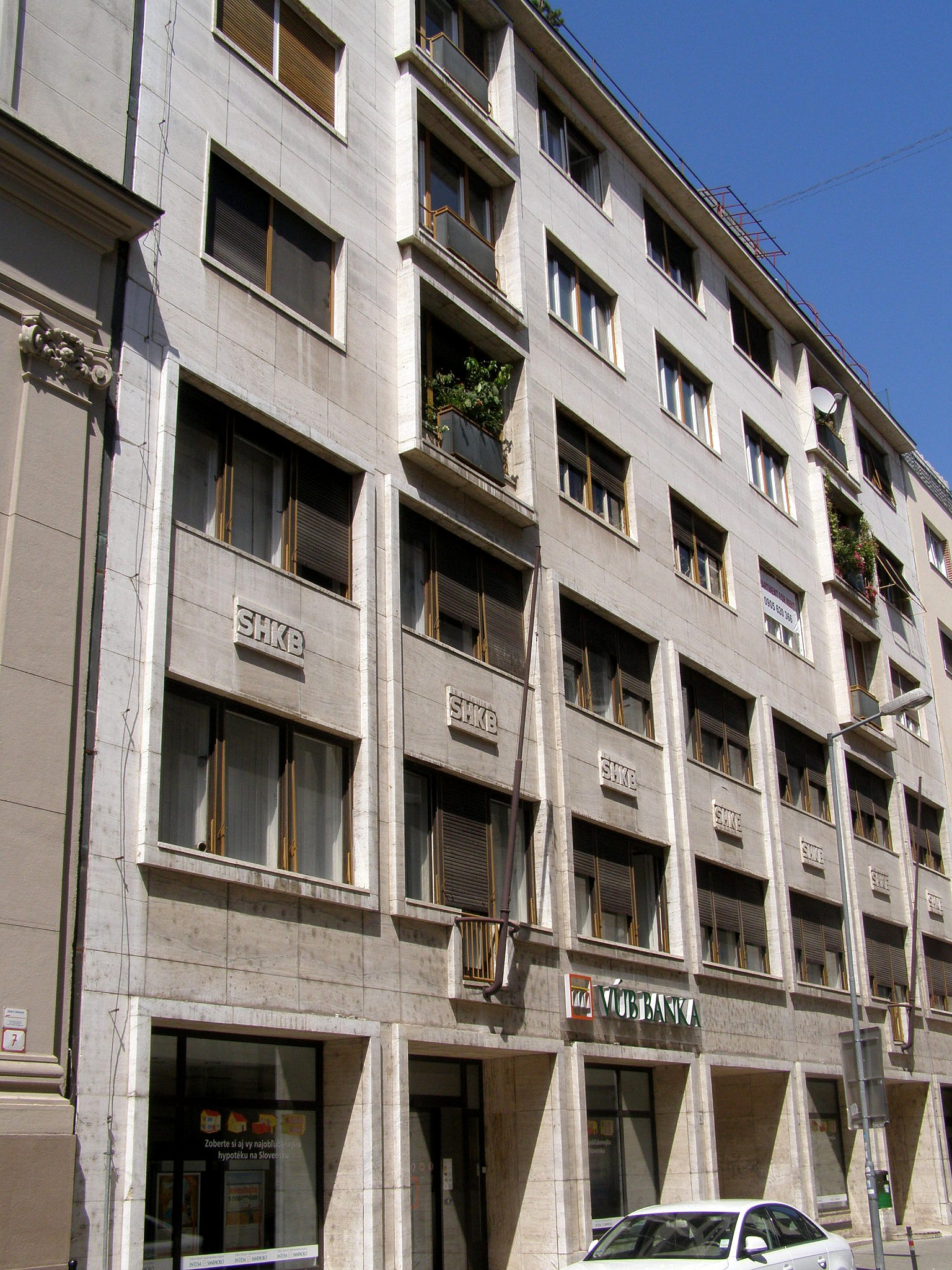
Горького № 9, Словацкая торгово-промышленная палата
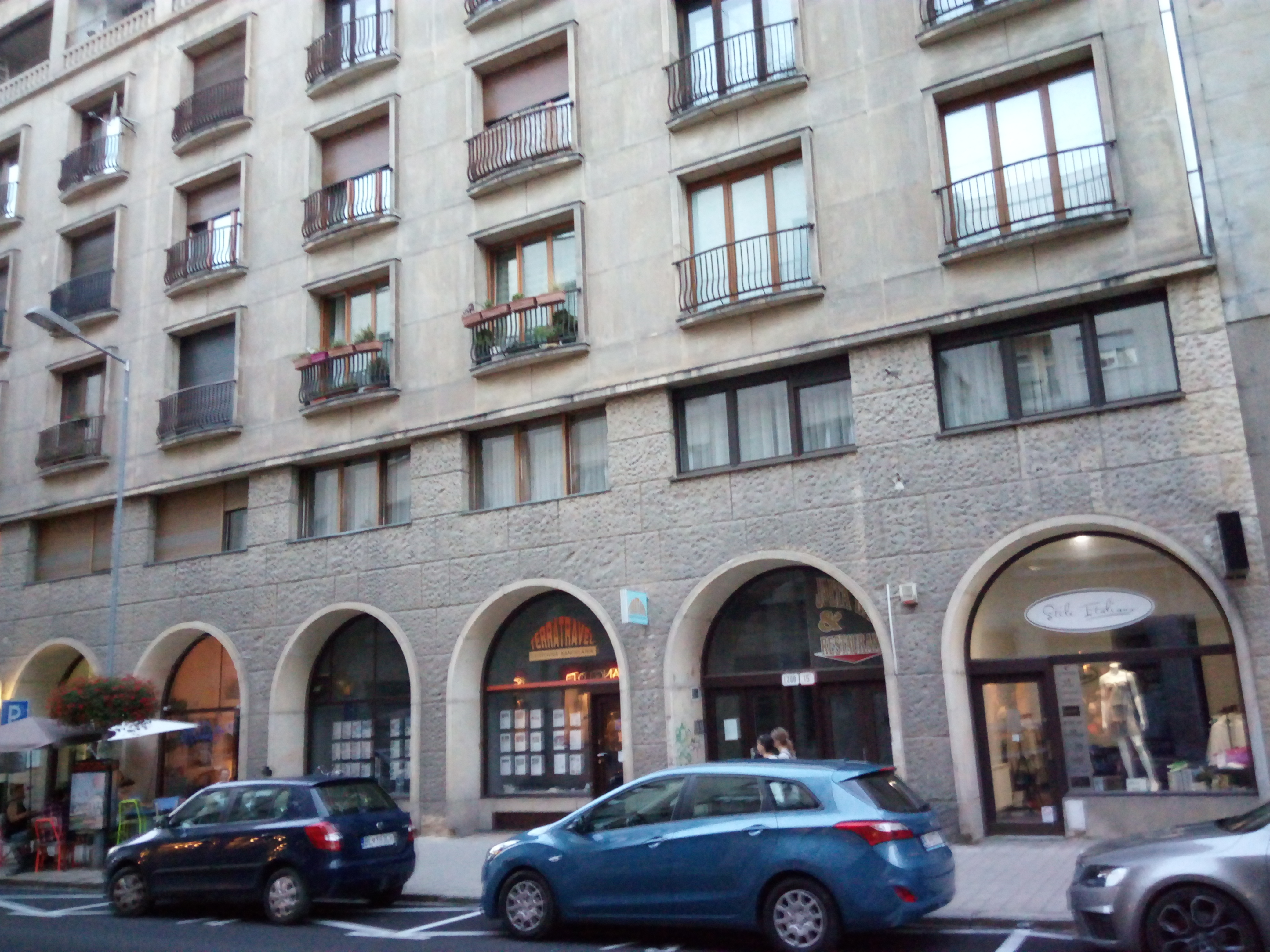
Горького № 15, штаб-квартира партии Альянс за семью
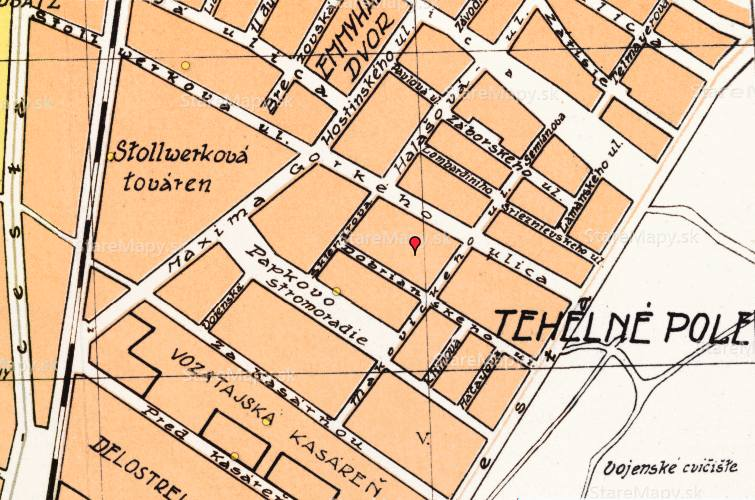
Старая улица Максима Горького